# Ni hao, Kai-lan
Ni hao, Kai-lan (dt.: „Hallo, Kai-lan“) ist eine für das US-amerikanische Fernsehen produzierte Zeichentrickserie für Kinder im Vorschulalter. Es ist das erste amerikanische Fernsehprogramm, das Vorschulkindern Grundkenntnisse der hochchinesischen Sprache vermittelt.

## Handlung
Der zentrale Charakter des Programms ist das zweisprachige chinesisch-amerikanische Mädchen Kai-lan, das mit seinen Tierfreunden und den Kindern zu Hause am Bildschirm seine Sprache und Kultur teilt und mit ihnen spielt. Kai-lans Tierfreunde sind der Koala Tolee, der Tiger Rintoo, das rosa Nashorn Lulu, der kleine Affe Hoho sowie San san, der winzige Anführer einer Ameisenkolonie, die die Freunde in ihre Gemeinschaft einbeziehen. Daneben tritt auch Kai-lans Großvater Ye Ye auf.

## Konzeption
Ni hao, Kai-lan ist ähnlich aufgebaut wie Dora the Explorer und Go, Diego, Go!, führt Kinder  aber nicht nur eine zweisprachige Situation ein, sondern stellt ein bikulturelles Szenario vor, in dem nicht nur Teile der chinesischen Kultur präsentiert, sondern auch Einblicke in die Werte amerikanischer Chinesen gewährt werden. Ebenso kann die Serie verglichen werden mit Sagwa, the Chinese Siamese Cat von 2001, die allerdings in China spielt und keine chinesischen Sprachkenntnisse vermittelt. 

## Veröffentlichung
Die Serie wurde vom 7. Februar 2008 bis zum 21. August 2011 vom amerikanischen Kindersender Nickelodeon und seit dem 1. März 2008 auch vom Kinder-Kabelsender Noggin ausgestrahlt.
Die Episoden des von Karen Chau, einer chinesisch-amerikanischen Grafikdesignerin, Sascha Paladino und Spencer Walker entwickelten Programms haben eine Länge von jeweils knapp 25 Minuten.

## Synchronisation
| Rolle   | Englischer Sprecher |
| ------- | ------------------- |
| Kai-lan | Jade-Lianna Peters  |
| Rintoo  | Jack Samson         |
| Ye Ye   | Clem Cheung         |
| Tolee   | Khamani Griffin     |
| Hoho    | Angie Wu            |
| Lulu    | Beverly Duan        |